# Komturzy elbląscy

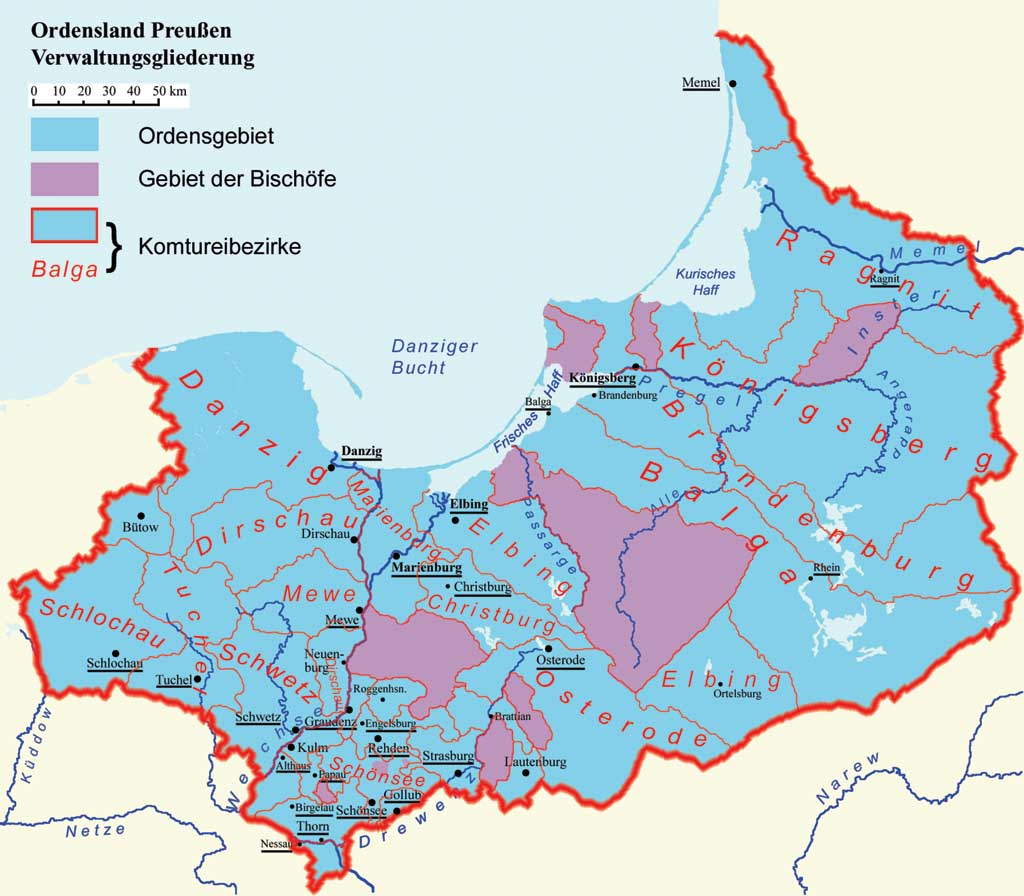
Podział państwa zakonnego na komturie

Jest to chronologiczna lista komturów zakonu krzyżackiego sprawujących władzę w regionie Elbląga od powstania komturstwa w 1246 do jego zlikwidowania w 1466.
Komturzy elbląscy:
- Aleksander 1246
- Hartmud von Grumbach 1251–1254
- Walter 1258–1259
- Bertold 1262–1263
- Walter 1268
- Heldbold 1271–1277
- Albert von Ippelendorf 1277
- Fryderyk von Holdenstedt 1279
- Ulryk 1280–1283
- Kuno 1284–1286
- Dytryk von Spier 1286–1288
- Zygfryd von Rechberg 1288
- Albert von Ippelendorf 1289–1292
- Kuno 1294
- Ludwik von Schüpf 1296–1299
- Konrad von Lichtenhain 1300–1303
- Henryk von Gera 1304–1312
- Friedrich von Wildenberg 1314–1316
- Henryk von Isenberg 1320
- Hermann von Öttingen 1320–1331
- Zygfryd von Sitten 1332–1342
- Aleksander von Kornre 1342–1348
- Ortolf von Trier 1349–1372
- Ulrich Fride 1372–1384
- Zygfryd Malpot von Bassenheim 1384–1396
- Konrad Graf von Kyburg 1396–1402
- Hermann Gans 1412–1416
- Henryk Hold 1416–1428
- Konrad von Baldersheim 1429–1432
- Henryk Reuss von Plauen 1432–1466